# Tom Walker
Thomas Alexander Walker (Kilsyth, 17 dicembre 1991) è un musicista e cantautore britannico.
È diventato famoso dopo l'uscita del suo singolo Leave a Light On, che è salito al numero 7 della UK Singles Chart a giugno 2018. Successivamente, Walker ha pubblicato il suo album di debutto What A Time To Be Alive e migliorato il risultato della sua prima hit con il brano Just You and I, il quale ha raggiunto la numero 3 della medesima classifica.

## Biografia
Tom Walker è nato a Kilsyth ma a 3 anni la sua famiglia si è trasferita nella città di Knutsford nel Cheshire. Ha descritto la sua educazione come se fosse stato in una "casa di Glasgow", poiché i suoi genitori parlavano il dialetto di Glasgow. Parla con accento scozzese quando è in famiglia o in Scozia.

## Carriera

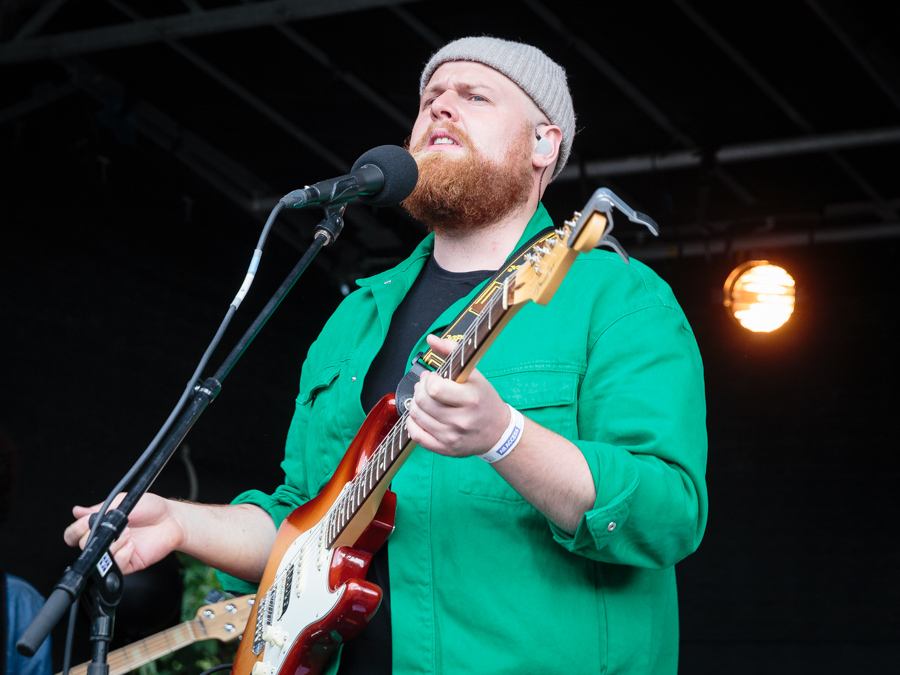
Tom Walker in concerto nel 2018

Ha pubblicato il suo singolo di debutto Sun Goes Down nel marzo 2016, seguito da una serie di singoli di successo tra cui, Fly Away With Me pubblicato nel giugno 2016. Il 19 maggio 2017 ha pubblicato un EP Blessings con l'etichetta Relentless Records.
Walker ha migliorato la sua musica negli ultimi due anni ed è stato in parte influenzato da musicisti come John Mayer, Paolo Nutini e Angus Young (AC/DC), Rag 'n' Bone Man, Underworld e Prodigy. Alla fine del 2015 Walker ha firmato con la Relentless Records, l'etichetta di Joss Stone e So Solid Crew.
Il singolo "Leave A Light On" pubblicato nel 2017 è stato inserito dalla BBC nella lista Sound of 2018 e da MTV nella Brand New List 2018. È stato scritto e co-prodotto con Naughty Boy. Seguono i brani Just You & I, Fly Away With Me e Blessings.
Tom Walker ha suonato nei tour per artisti come George Ezra, Gallant e Jake Bugg. Il 28 settembre, Walker ha iniziato il suo tour negli Stati Uniti, nel Connecticut, supportando The Script. Il 13 ottobre 2017, Walker ha pubblicato il suo singolo Leave a Light On con l'etichetta Relentless Records. Il singolo è stato co-scritto e prodotto da Steve Mac (produttore anche di Symphony dei Clean Bandit, What About Us di P!nk, Shape of You di Ed Sheeran) ed è stato scelto come colonna sonora del trailer italiano de L’ultima discesa, film ispirato all’olimpionico Eric LeMarque, uscito nelle sale il 18 febbraio. La traccia è stata anche inclusa nella playlist di New Music Friday di Spotify e come l'immagine di copertina del New Music Friday Germany. Il video musicale di Leave a Light On è stato prodotto da Charles Mehling (Paolo Nutini, Olly Murs, The Script) e girato in Croazia.
Il 30 novembre 2018 ha collaborato con Marco Mengoni al singolo Hola (I Say), brano di grandissimo successo in Italia. Nello stesso periodo il singolo "Just You And I", che era stato pubblicato nel 2017, conosce un successo tardivo e dona a Walker lo slancio per poter rilasciare il suo album di debutto. A febbraio 2019 si esibisce sul palco del Festival di Sanremo insieme a Marco Mengoni e durante i britannici Brit Awards. Il 1º marzo 2019 pubblica il suo primo album in studio, chiamato What a Time to Be Alive.
Il 19 luglio 2019 esce il singolo Now You're Gone, in collaborazione con la cantante svedese Zara Larsson. Nel medesimo anno, l'artista conferma di aver iniziato a lavorare al suo secondo album.
Durante il concerto di Natale "Together at Christmas",  trasmesso in tv la sera del 24 dicembre, ha suonato il brano "For Those Who Can't Be Here" ("Per chi non può essere qui"), accompagnato dalla duchessa Kate Middleton, che si è seduta al pianoforte.
Il concerto è stato registrato il 23 dicembre all'interno dell'abbazia di Westminster.
For Those Who Can't Be Here" è un brano scritto dallo stesso artista e dedicato alle vittime della pandemia.

## Influenze
I suoi artisti preferiti sono Ray Charles, Muddy Waters e Paolo Nutini.

## Discografia

### Album in studio
- 2019 – What a Time to Be Alive
- 2024 – I AM

### EP
- 2017 – Blessings EP

### Singoli
- 2016 – Sun Goes Down (feat. Kojey Radical)
- 2016 – Fly Away With Me
- 2016 – Play Dead
- 2017 – Just You and I
- 2017 – Blessings
- 2017 – Rapture
- 2017 – Heartland
- 2017 – Leave a Light On
- 2018 – My Way
- 2018 – Angels
- 2019 – Just You and I (riedizione)
- 2019 – Now You're Gone

### Collaborazioni
- 2018 – Walk Alone (Rudimental feat. Tom Walker)
- 2018 – Hola (I Say) (Marco Mengoni feat. Tom Walker)